# Geschwollenes Zypressen-Schlafmoos

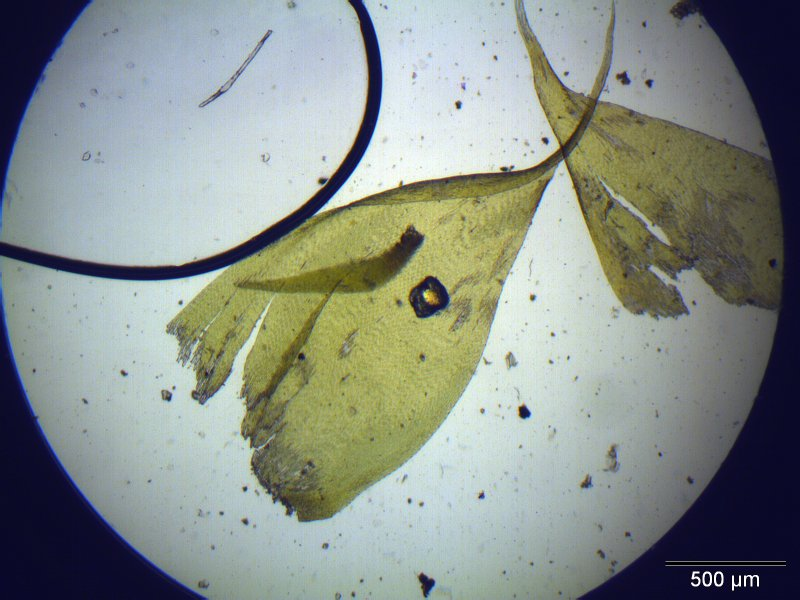
Breite Blätter (Vergrößerung: 40-fach)

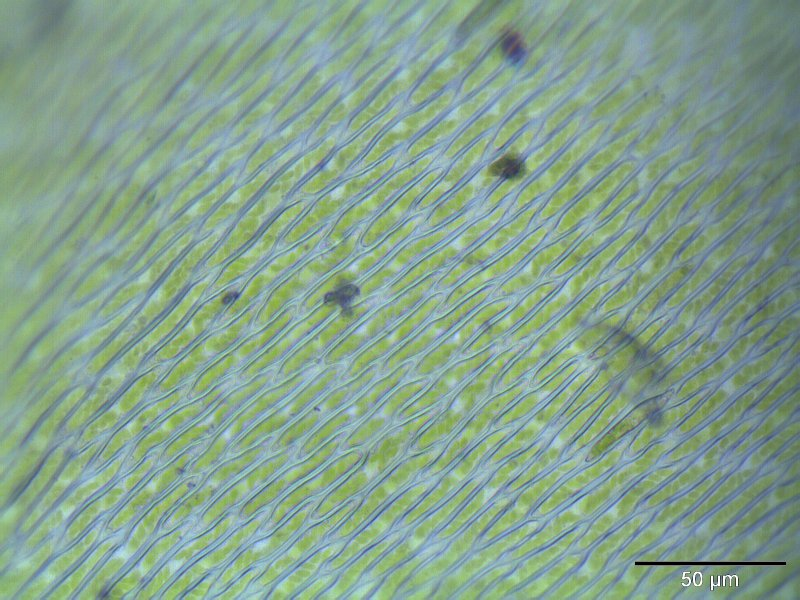
Breite Laminazellen (Vergrößerung: 400-fach)

Das Geschwollene Zypressen-Schlafmoos (Hypnum lacunosum), auch Trockenrasen-Schlafmoos, kann auch als Varietät des Zypressenschlafmooses  (Hypnum cupressiforme) aufgefasst werden und wird dann als Hypnum cupressiforme var. lacunosum bezeichnet.

## Verbreitung
Das Geschwollene Zypressen-Schlafmoos ist besonders charakteristisch für kalk- und basenreiche, sonnig-trockener und relativ nährstoffarmer Standorte. Es wächst bevorzugt auf Kalk- und Silikatgestein, steinig-felsigen oder sandigen Böden und besiedelt sekundär Mauern, Strohdächer und Straßenränder. Es ist in ganz Europa vorwiegend in Kalkgebieten verbreitet, aber nicht häufig.

## Erkennungsmerkmale
Das Geschwollene Zypressen-Schlafmoos bildet kräftige Pflanzen aus, die gelblich-grün bis goldbraun, oder rötlichbraun- bis dunkelgrün gefärbt sind. Seine Stämmchen sind niederliegend bis aufrecht und sind unregelmäßig, sporadisch verzweigt. Es unterscheidet sich von dem sehr ähnlichen Hypnum cupressiforme s. str. durch das geschwollene Aussehen, die kurzspitzigen, wenig sichelförmigen Blätter, die aus einer breit-eiförmigen ziemlich plötzlich in eine meist ganzrandige Spitzer verschmälert sind und den relativ kleinen Sporogonen. Die Laminazellen sind zudem kürzer (50 bis 70 µm lang) und breiter (4 bis 7 µm breit) als die von H. cupressiforme s. str. Die Blätter werden 3 mm lang und bis 1 mm breit.